# Colin Ford
Colin Ford (Nashville, 12 de setembro de 1996) é um ator, dublador e modelo americano. Ele é mais conhecido por Dylan Mee no filme Compramos um Zoológico. Estrelou na CBS, como Joe McAlister na série Under the Dome, em 2013 a 2015, quando a série encerrou.

## Vida e carreira
Colin Ford é filho de Paul Richman e Diana Ford, e nasceu na cidade de Nashville, em Tennessee. Desde a infância ele gostava de estar em frente a uma câmera, e isso o levou para o negócio do entretenimento. Aos 4 anos, posou em anúncios impressos para os varejistas regionais e nacionais. Aos 5 anos, fez sua estreia no cinema como Clinton Jr., no filme Sweet Home Alabama e conseguiu mais papéis em filmes independentes como Moved e Dumb and Dumberer: When Harry Met Lloyd.
Em 2004, interpretou Matthew Steed no filme The Work and the Glory.  Em 2005, fez uma sessão de fotos com Brad Pitt e Angelina Jolie, para a revista W magazine, depois viajou para Vancouver com Tom Welling e o elenco de Smallville. Após Smallville, continuou com seu papel como Matthew Steed em The Work and the Glory II: American Zion. Em seguida, veio o papel principal em Dog Days of Summer, junto com o ator veterano Will Patton. Encerrando um ano movimentado, Ford voltou para Vancouver, e fez o filho dos personagens de Jason Statham e Claire Forlani, na aventura épica In the Name of the King: A Dungeon Siege, que foi lançado nos cinemas em janeiro de 2008. Ford dublou o papel de Dart, a rena, no filme Christmas Is Here Again.
Estrelou o filme We Bought a Zoo, que foi lançado em dezembro de 2011. Ele interpretou Dylan, um membro da família constituído por Matt Damon, como seu pai, e Maggie Elizabeth Jones como sua irmã mais nova. Outros nomes conhecidos no filme são Scarlett Johansson, como Kelly Foster e Thomas Haden Church, como Duncan Mee.
Ford estudou na Escola de Campbell Hall School, assim como sua co-estrela em We Bought a Zoo, Elle Fanning. Em 2012 estava na escola preparatória online Oaks Christian Online High School.

## Filmografia

### Cinema
| Ano  | Título                                  | Papel                 | Notas          |
| ---- | --------------------------------------- | --------------------- | -------------- |
| 2002 | Sweet Home Alabama                      | Clinton Jr.           | Não creditado  |
| 2003 | Dumb and Dumberer: When Harry Met Lloyd | Lloyd Christmas jovem | Não creditado  |
| 2004 | Moved                                   | Noel Franks jovem     | Curta-metragem |
| 2004 | The Work and the Glory                  | Matthew Steed         |                |
| 2005 | The Work and the Glory: American Zion   | Matthew Steed         |                |
| 2007 | In the Name of the King                 | Zeph                  |                |
| 2007 | American Family                         | Caleb Bogner          |                |
| 2008 | Dog Days of Summer                      | Jackson Patch         |                |
| 2008 | Lake City                               | Clayton               |                |
| 2009 | Push                                    | Nick Gant jovem       |                |
| 2010 | Jack and the Beanstalk                  | Jack                  |                |
| 2011 | Ticket Out                              | DJ                    |                |
| 2011 | All Kids Count                          | Jim                   |                |
| 2011 | In My Pocket                            | Stephen jovem         |                |
| 2011 | We Bought a Zoo                         | Dylan Mee             |                |
| 2012 | Disconnect                              | Jason Dixon           |                |
| 2012 | Eye of the Hurricane                    | Mike Ballard          |                |
| 2016 | Lockdown                                | Brandon               | Curta-metragem |
| 2018 | Every Day                               | Xavier Adams          |                |
| 2018 | Family Blood                            | Kyle                  |                |
| 2019 | Extracurricular Activities              | Reagan Collins        |                |
| 2019 | Captain Marvel                          | Steve Danvers         |                |
| 2020 | The War with Grandpa                    | Russell               |                |
| 2022 | Murmur                                  | Maze                  |                |
| 2023 | The Hill                                | Rickey Hill           |                |
| 2024 | Wallbanger                              | Ryan                  |                |

### Voz
| Ano       | Título                         | Papel                            | Notas                              |
| --------- | ------------------------------ | -------------------------------- | ---------------------------------- |
| 2005      | Smallville                     | Evan Gallagher jovem             | Episódio: "Ageless"                |
| 2006      | The Tonight Show with Jay Leno | Dick Chaney Action Figure        | Episódio: "14.47"                  |
| 2006      | The Chelsea Handler Show       | Blind Date                       | Episódio: "1.3"                    |
| 2006      | Close to Home                  | Hal Brooks                       | Episódio: "Legacy"                 |
| 2007      | Journeyman                     | Aeden Bennett jovem              | Episódio: "Blowback"               |
| 2007–2016 | Supernatural                   | Jovem/Adolescente Sam Winchester | 6 episódios                        |
| 2010      | Private Practice               | Seth                             | Episódio: "Love Bites"             |
| 2010      | CSI: Miami                     | Cody Williams                    | Episódio: "Mommie Deadest"         |
| 2010      | Hawaii Five-0                  | Evan Lowry                       | Episódio: "Ohana"                  |
| 2012      | Revolution                     | Michael                          | Episódio: "The Children's Crusade" |
| 2012–2013 | The Mob Doctor                 | Sam Cooper                       | 2 episódios                        |
| 2013–2015 | Under the Dome                 | Joe McAlister                    | Elenco principal (39 episódios)    |
| 2019      | Daybreak                       | Josh Wheeler                     | Elenco principal (10 episódios)    |

{| class="wikitable"
|-
! Ano
! Título
! Papel
! class="unsortable"| Notas
|-
| 2006
| The Ant Bully
| Red Teammate #4
|
|-
| 2007
| Christmas Is Here Again
| Dart
| Video
|-
| 2009
| Bride Wars
| Voz adicional
|
|-
| 2007
| Side Order of Life
| Baby Puree
| Episódio: "Whose Sperm Is It Anyway?"
|-
| 2008
| Can You Teach My Alligator Manners?
| Mikey
| 10 Episódios
|-
| 2009
| Special Agent Oso
| Joe
| Episódio: "A View To A Book/The Living Holiday Lights"
|-
| 2010–2017
| Family Guy
| Várias vozes
| 11 episódios
|-
| 2011–2013
| Jake and the Never Land Pirates
| Jake
| 42 episódios
|-
| 2013–2014
| Sofia the First
| Prince Hugo, Axel
| 2 episódios
|-
| 2017
| American Dad
| Derek
| Episódio: "Family Plan"
|}

## Prêmios e indicações
| Ano  | Prêmio              | Categoria                                                              | Trabalho indicado               | Resultado |
| ---- | ------------------- | ---------------------------------------------------------------------- | ------------------------------- | --------- |
| 2014 | Prêmio Saturno      | Melhor Performance em Série de TV - Jovem Ator                         | Under the Dome                  | Indicado  |
| 2012 | Young Artist Awards | Melhor Dublagem                                                        | Jake and the Never Land Pirates | Venceu    |
| 2012 | Young Artist Awards | Melhor Performance em um Filme de Apoio - Jovem Ator                   | We Bought a Zoo                 | Indicado  |
| 2011 | Young Artist Awards | Melhor Performance em um Filme de DVD - Jovem Ator                     | Jack and the Beanstalk          | Venceu    |
| 2011 | Young Artist Awards | Melhor Performance como Ator Convidado em uma Série de TV - 11-13 Anos | CSI: Miami                      | Indicado  |
| 2010 | Young Artist Awards | Melhor Performance como Ator em Série de TV - 13 e mais Jovens         | Sobrenatural                    | Venceu    |
| 2009 | Young Artist Awards | Melhor Coadjuvante em um Filme - Jovem Ator                            | Lake City                       | Indicado  |
| 2009 | Young Artist Awards | Melhor Dublagem                                                        | Christmas Is Here Again         | Indicado  |
| 2008 | Young Artist Awards | Melhor Performance de um Convidado em Série de TV - Jovem Ator         | Journeyman                      | Indicado  |